# 中華民國三三企業交流會
中華民國三三企業交流會，簡稱三三會，是臺灣一個由本土企業家組成的業界團體，於1999年7月18日在台北成立。1999年2月16日，時任經建會主委江丙坤鑑於台灣經濟面臨轉型升級的挑戰，除了政府應有長遠的戰略規劃及戰術措施外，仍須透過民間各大企業的積極參與配合方可奏功，於是經多方奔走倡議，終獲致高層的認可以及工商大老的支持，而成立該團體。「三三」這名稱由江丙坤所取，構想是企業家們約定每月第三個週三舉行午餐會；當初之所以選在週三，是希望企業家可以在開完國民黨中常會後，順便參加被視為「企業界中常會」的三三會（當時多位臺灣企業家同時是國民黨中常委）。
三三會創立時，由和信集團掌門人辜振甫當選首任理事長，工商協進會理事長辜濂松等3人擔任副理事長。另聘請日台交流協會、台日關係協會、海基會、外貿協會等單位之負責人為顧問，及電電公會、工業協進會、台北市進出口商業同業公會、日本工商會等工商團體理事長為名譽理事，以協助推動對日本、東南亞及中國大陸等地的經貿關係。至今霖園、富邦、中信、新光、鴻海、永豐餘、遠東、台積電等具影響力的臺灣財團及大型企業的老闆都是三三會會員，共計78家企業團，42家贊助會員，会员企业的净营业总额已超过6,732亿美元。三三會會員在如此堅強陣容的支柱基礎上，為回饋社會、貢獻國家，共同為推動國際經貿關係及企業的茁壯發展而邁進。

## 成立宗旨
- 促進會員之聯誼
- 增進國際企業交流，推動成立策略聯盟
- 強化國際投資技術、貿易交流，以促進國際經貿關係

## 主要活動
(一)定期午餐會：
三三會依會規定期每個月的第三個星期三舉行午餐會，透過每個月定期餐會，除加強會員間之交流外，更邀請政府重要部會首長或專家學者蒞會演講，透過政府各部會就政府施政方針及當前經貿動態及國際情勢作出深入淺出的分析報導，作為企業發展的指標，同時會員也利用這個機會表達各個企業團的意見及建議，作為政府施政的參考。每年也設法邀請國際間知名的學者專家針對當前台灣經貿問題及企業應該如何因應國際現勢，給予三三會會員提供的建言及對策。
(二)組團出國參訪：
為了擴大三三會會員的國際交流，創造會員與國外企業的合作機會，三三會初期以組團赴日本訪問為主，同時舉行面對面的研討及意見交流，這種獨特的參訪交流模式在日本企業界間贏得了好評亦創造出三三會美好的聲譽。自2002年起，有鑒於中國大陸經濟的崛起，先後組團訪問北京、上海、重慶、遼寧等地所屬大型企業團及工業區。(詳官網)

## 簽訂合作備忘錄
1.日本方面
| 時間       | 團體 |
| ---------- | --- |
| 2013年10月 | 早稻田大學                                                                                                   |
| 2015年11月 | 靜岡縣經營者協會、靜岡縣商工會議所連合會、靜岡縣商工會連合會、靜岡縣中小企業團體中央會、靜岡縣國際經濟振興會 |
| 2016年3月  | 大阪商工會議所、京都商工會議所                                                                               |
| 2016年12月 | 九州NBC協議會                                                                                                |
| 2018年11月 | 瑞穗銀行 |

2.大陸方面
| 時間       | 團體                                   |
| ---------- | -------------------------------------- |
| 2008年12月 | 京城企業協會                           |
| 2011年4月  | 上海經濟團體聯合會                     |
| 2012年12月 | 中國企業聯合會                         |
| 2013年6月  | 浙江省工商業聯合會                     |
| 2014年11月 | 天合公益基金會、閩台經濟合作促進委員會 |

## 會員資格
1.一般會員
- 中華徵信所本國企業集團排名前100名
- 集團企業財務健全
- 熱心國際經貿交流事務

2.贊助會員
- 符合下項條件之一者：

1. 上市或上櫃之本國企業
2. 國家扶植發展產業
3. 在國內設立之外國知名企業
4. 其他基於會務發展需要，經理監事會同意者

- 企業公司行號財務健全

## 組織架構
- 理事長 ：許勝雄
- 副理事長：吳亦圭、林伯豐、韓家宇
- 理事：朱志洋、徐旭東、黃教漳、郭台銘、張安平
- 常務監事：簡明仁
- 監事：吴东进、翁明顯
- 最高顧問：江丙坤（已於2018年12月10日辭世）
- 顧問：廖了以、田弘茂、高孔廉、黃志芳、馮寄台、邱義仁、沼田幹夫、李嘉進、林蒼生、張小月、陳龍吉
- 名譽理事：郭台強、許顯榮、林慧瑛、黃呈琮、佐藤靖之
- 祕書長 ：朱萍
- 副祕書長：黃章富、張文雄

## 歷任理事長
| 姓名   | 任期                   |
| 理事長 | 理事長                 |
| ------ | ---------------------- |
| 辜振甫 | 1999年5月－2000年      |
| 辜濂松 | 2000年－2012年10月     |
| 江丙坤 | 2012年10月－2018年12月 |
| 許勝雄 | 2018年12月－2021年8月  |
| 林伯豐 | 2021年8月－            |